# Kosmos 2519
Kosmos 2519, ruski geodetski satelit iz programa Kosmos. Vrste je Nivelir-ZU (br. 1). Služio je i za tehničke pokuse. Cjelovita namjena nije poznata široj javnosti.
Lansiran je 23. lipnja 2017. godine s kozmodroma Pljesecka, s mjesta 43/4. Lansiran je u nisku orbitu oko planeta Zemlje raketom nosačem Sojuz-2.1v/Volga. Orbita mu je 653 km u perigeju i 668 km u apogeju. Orbitni nagib mu je 98,05°. Spacetrackov kataloški broj je 42798. COSPARova oznaka je 2017-037-A. Zemlju obilazi u 97,95 minuta. Pri lansiranju bio je mase kg.
Skupa s njime je u orbitu doveden Kosmos 2521, koji je Kosmos 2519 pustio 23. kolovoza 2017. godine, i Kosmos 2523 koji se odvojio od Kosmosa 2521 listopada 2017. godine.
Razgonski blok (međuorbitni tegljač) Volga 14S46 br. 3 ispao je iz niske orbite, a Blok-I 14S54/RD-0110 ostao je kružiti u niskoj orbiti, znatno nižeg perigeja od glavnog satelita.

## Vanjske poveznice
- Состав группировки КНС ГЛОНАСС на 28.01.2012г Состояние ОГ (rus.)
- Glonass  Arhivirana inačica izvorne stranice od 18. lipnja 2006. (Wayback Machine) (rus.)
- Glonass Constellation Status (engl.)
- N2YO.com Search Satellite Database (engl.)
- Celes Trak SATCAT Format Documentation (engl.)